# Apple Watch Series 4
L'Apple Watch Series 4 est la quatrième génération du modèle de l'Apple Watch. Elle a été présentée le 12 septembre 2018 à l'Apple Park à Cupertino.

## Aperçu
La principale nouveauté est l'ajout d'un capteur électrocardiogramme offrant la possibilité d'avoir un suivi précis de son activité cardiaque et ce en temps réel. Elle inclut aussi un écran presque bord à bord, plus grand, dans la même taille de châssis que les modèles précédents.
La montre intègre une application « Détection de chute » automatiquement activée pour les plus de 65 ans. Cette fonctionnalité peut être manuellement désactivée. En février 2019, en Norvège, un homme de 67 ans victime d'une chute grave est rapidement secouru grâce à l'intervention rapide de la police prévenue par sa montre connectée.

## Impact environnemental
Selon le rapport d'Apple,
L'Apple Watch Series 4 émettra au cours de sa vie 38 kg de CO2 dont 71% lors de sa production.
L'Apple Watch Series 4 Cellular émettra au cours de sa vie 39 kg de CO2 dont 72% lors de sa production.

## Matériel
L'Apple Watch Series 4 est équipée d'un processeur dual-core 64 bits Apple S4. La version cellulaire se distingue des autres modèles d'Apple Watch par un liseré rouge sur la couronne digitale. Elle a une puce NFC qui peut être utilisée pour Apple Pay. Apple affirme que la batterie tient 18 heures,.

## Logiciel
L'Apple Watch Series 4 est livrée avec watchOS 5.